# Sergej Novikov (judista)
Sergej Novikov (rusky: Сергей Новиков), (15. prosinec 1949 Moskva, Sovětský svaz – 16. dubna 2021) byl reprezentant Sovětského svazu v sambu, judu. Původem je Rus. Je olympijským vítězem z roku 1976 a otcem moderního bojového umění (systému) unifight.

## Sportovní kariéra

### Úspěchy
- olympijský vítěz z roku 1976
- stříbrná medaile z mistrovství světa 1975
- 3 individuální tituly mistra Evropy (1x váhová kategorie, 2x bez rozdílu vah)
- postoj: levák

### Zajímavosti
Novikov se bez nadsázky dá považovat za nejlepšího evropského zápasníka v judu v těžké váze v polovině 70. let 20. století. Původem je Rus, ale k jeho sportovním úspěchům se hlásí Ukrajina. S rodiči žil od mládí v Kyjevě, kde byl jeho otec zaměstnán v armádě a kde se sportem začal. Do tajů bojových sportů ho ve 14 letech zasvětil významný ukrajinský trenér Jaroslav Vološčuk.
V roce 1972 se ještě do olympijské nominace nevešel, ale v roce 1976 byl již postradatelným článkem sborné. Tehdejší systém losování postrádal jakékoliv prvky nasazování a v prvním kole olympijského turnaje v Montrealu tak osud svedl dohromady dva finalisty z loňského mistrovství světa. Zápas s mistrem světa Japoncem Sumio Endóem dopadl v jeho prospěch na praporky rozhodčích. Ve finále se utkal s Němcem Neureutherem. Zvítězil na ippon po kombinaci a získal zlatou olympijskou medaili.
Novikov byl dobře stavěný zápasník s výškou 190. Jeho největší předností v boji byla hlava (taktika). Na tatami působil vlažným dojmem. Jeho výpady však byly razantní a většinou znamenaly konec zápasu.
V roce 1980 se opět vešel do nominace Sovětské svazu na olympijské hry v Moskvě. Startoval v kategorii bez rozdílu vah a v semifinále nestačil na tehdy lepšího Parisiho. Boj o bronzovou medaili pojal vlažněji než soupeř a obsadil 5. místo.
Po skončení sportovní kariéry u sportu zůstal. V 90. letech přišel s nápadem bojového systému unifight. Unifight vychází z několika dovednostních disciplín, které trénují profesionální vojáci.

## Výsledky

### Váhové kategorie
| Turnaj             | 1970       | 1971       | 1972       | 1973       | 1974       | 1975       | 1976       | 1977       | 1978       | 1979       | 1980       |
| Turnaj             | 21         | 22         | 23         | 24         | 25         | 26         | 27         | 28         | 29         | 30         | 31         |
| Turnaj             | těžká váha | těžká váha | těžká váha | těžká váha | těžká váha | těžká váha | těžká váha | těžká váha | těžká váha | těžká váha | těžká váha |
| ------------------ | ---------- | ---------- | ---------- | ---------- | ---------- | ---------- | ---------- | ---------- | ---------- | ---------- | ---------- |
| Olympijské hry     | –          | –          | dns        | –          | –          | –          | 1.         | –          | –          | –          | dns        |
| Mistrovství světa  | –          | dns        | –          | 3.         | –          | 2.         | –          | –          | –          | dns        | –          |
| Mistrovství Evropy | dns        | dns        | dns        | dns        | dns        | 2.         | 1.         | dns        | 3.         | dns        | dns        |

### Bez rozdílu vah
| Turnaj             | 1970 | 1971 | 1972 | 1973 | 1974 | 1975 | 1976 | 1977 | 1978 | 1979 | 1980 |
| Turnaj             | 21   | 22   | 23   | 24   | 25   | 26   | 27   | 28   | 29   | 30   | 31   |
| ------------------ | ---- | ---- | ---- | ---- | ---- | ---- | ---- | ---- | ---- | ---- | ---- |
| Olympijské hry     | –    | –    | dns  | –    | –    | –    | dns  | –    | –    | –    | 5.   |
| Mistrovství Evropy | 3.   | ?    | 3.   | 1.   | 1.   | dns  | dns  | dns  | dns  | dns  | 3.   |

## Podrobnější výsledky

### Olympijské hry
| Rok      | Kategorie       |  | 1/32                         | 1/16                         | čtvrtfinále                       | semifinále                      | o bronz                      | finále                              |
| -------- | --------------- |  | ---------------------------- | ---------------------------- | --------------------------------- | ------------------------------- | ---------------------------- | ----------------------------------- |
| LOH 1976 | těžká váha      |  | výhra – (yus) Sumio Endó     | výhra – kok/ura Pak Čong-kil | výhra – yuk/sas Radomir Kovačević | výhra – yuk/osg Keith Remfry    | –                            | výhra – 1:19/osg Günther Neureuther |
| LOH 1980 | bez rozdílu vah |  | výhra – 4:45/? Kim Mjong-kju | výhra – (fus) Ulf Ekberg     | výhra – 3:51/wip Franz Berger     | prohra – 3:13/soo Angelo Parisi | prohra – kok/? András Ozsvár | -                                   |

### Mistrovství světa
| Rok     | Kategorie  |  | 1/32                     | 1/16                       | čtvrtfinále           | semifinále              | předfinále             | finále            |
| ------- | ---------- |  | ------------------------ | -------------------------- | --------------------- | ----------------------- | ---------------------- | ----------------- |
| MS 1973 | těžká váha |  | výhra Martin Timlin      | výhra Osvaldo Simões Filho | výhra Keith Remfry    | výhra Peter Adelaar     | prohra Čonosuke Takagi | -                 |
| MS 1975 | těžká váha |  | výhra Bert In den Berken | výhra Osvaldo Simões Filho | výhra Čonosuke Takagi | výhra Radomir Kovačević | –                      | prohra Sumio Endó |